# Michael Herz (Produzent)
Michael Herz (* 9. Mai 1949 in New York City) ist ein US-amerikanischer Filmproduzent und -regisseur. Zusammen mit Lloyd Kaufman ist er Gründer der Produktionsfirma Troma Entertainment.

## Leben
Michael Herz lernte Lloyd Kaufman an der Yale University kennen. Herz spielte eine Rolle in Kaufmans Debütfilm The Girl Who Returned. Anschließend studierte er Jura an der New York University und sah durch Zufall den Film Cry Uncle!, bei dem Kaufman Produktionsmanager war. Herz kontaktierte Kaufman wieder und beteiligte sich an dessen nächstem Film Sugar Cookies. 
1974 gründeten die beiden Troma Entertainment. Herz trat neben Kaufman als Regisseur der originären Tromafilme von Waitress! (1981) bis Sgt. Kabukiman N.Y.P.D. (1991). Danach kümmerte er sich nur noch um das Produzieren der Filme.
Im Gegensatz zu Kaufman, der die Öffentlichkeit liebt und in fast allen Filmen auftritt, ist Herz eher ein stiller Teilhaber an Troma Entertainment. Herz trat nur bei Class of Nuke ’Em High Part II: Subhumanoid Meltdown und Atomic Hero 2 (The Toxic Avenger, Part II) als Sprecher, sowie in einer kleinen Nebenrolle in Class of Nuke ’Em High auf.
Als Drehbuchautor arbeitete er an den Sexklamotten Stuck on You! und The First Turn-On!.

## Filmografie (Auswahl)

### Als Produzent
- siehe Troma-Filmografie

### Als Regisseur
- 1982: Waitress!
- 1982: Stuck on You!
- 1983: The First Turn-On!
- 1984: Atomic Hero (The Toxic Avenger)
- 1986: Class of Nuke 'Em High
- 1988: Club War (Troma’s War)
- 1989: Atomic Hero 2 (The Toxic Avenger Part II)
- 1989: Toxie’s letzte Schlacht (The Toxic Avenger, Part 3: The Last Temptation of Toxie)
- 1990: Sgt. Kabukiman – New York Police Department (Sgt. Kabukiman N.Y.P.D)